# Cadena lleugera d'immunoglobulina

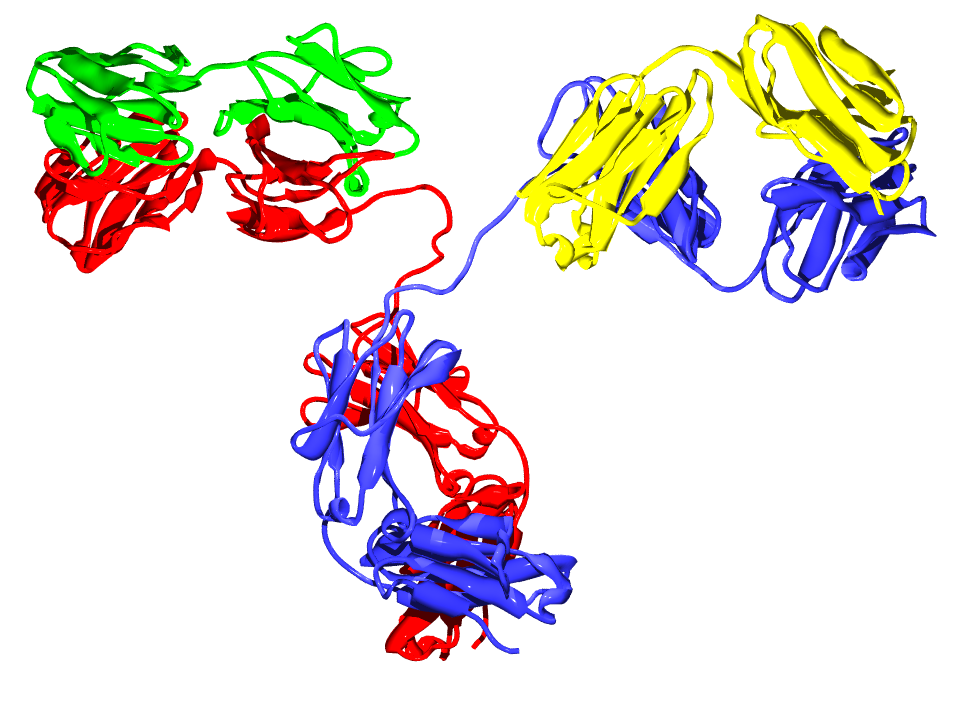
Molècula d'un anticòs: Les dues cadenes pesades estan i vermell i blau i les dues cadenes lleugeres en verd i groc. Vegeu també [http://www.emc.maricopa.edu/faculty/farabee/BIOBK/ANTIBODY.gif aquest esquema

Una cadena lleugera és una petita subunitat polipèptidica d'un anticòs (o immunoglobulina). Un anticòs típic es compon de dues cadenes pesades Ig i dues cadenes lleugeres.

## En humans
Existeixen dos tipus de cadenes lleugeres en els mamífers:
- Cadena lambda (λ) (1, 2, 3 i 4)
- Cadena kappa (κ) (un sol tipus)

## En altres animals
Es poden trobar altres tipus de cadenes lleugeres en vertebrats inferiors, com la cadena lleugera Ig-ι dels peixos cartilaginosos i teleostis.
Els camèlids són únics entre els mamífers perquè tenen anticossos completament funcionals amb dues cadenes pesades, però manquen de les cadenes lleugeres que normalment estan aparellades amb les altres dues. El paper funcional d'aquest repertori independentment encara no es coneix.

## Estructura
Només existeix un tipus de cadena lleugera presents en un anticòs típic, per la que les dues cadenes lleugeres d'un anticòs són idèntiques.
Cada cadena lleugera es compon de dos dominis immunoglobulinics en tàndem:
- Un domini (IgC) constant.
- Una regió variable (IgV) que és important per la unió de l'antigen.

La longitud aproximada de la proteïna de la cadena lleugera està entre 211 i els 217 aminoàcids.